# 葛城美里
葛城美里（日語：葛城 ミサト）是日本动画《新世纪福音战士》當中人物。她是NERV的指揮官，軍階最初為大尉，TV動畫第12話時晉升為少佐，在新劇場版中則為中佐。她在NERV的任務包括指揮及監視EVA駕駛員、構思及發布攻擊策略，與赤木律子協調EVA技術支援及測試也是她的工作，她同時也是碇真嗣與惣流·明日香·蘭格雷的監護人。
在故事一開始時，美里將真嗣帶入NERV，並說服他擔任初號機的駕駛員。後來她要求真嗣跟她一同生活，後來明日香也與他們居住在同一棟公寓。隨著故事進行，美里從舊情人加持良治那裡得知「人类补完计划」的面貌及埋藏在NERV深處的秘密。

## 經歷
葛城美里在14歲時發生一件影響深遠的事件，當時她隨著父親葛城博士所率領的葛城探險隊來到南極洲，在這裡她因為第二次衝擊而受到嚴重傷害，但是因為葛城博士在罹難之前將她安置在保護膠囊中因此而逃過一劫。雖然膠囊保護葛城美里的生命，但是這次事件在她的心中留下巨大的創傷。在第二次衝擊發生後的兩年後，冬月耕造與碇源堂、葛城美里一起搭船前往遭受嚴重破壞的南極。冬月耕造被醫護人員告知，葛城美里在第二次衝擊之後就沒有再說過任何話。葛城美里的失语症在她就讀大學後就消失了，也變得更加社會化與健談；葛城美里的大學同學赤木律子在回憶與葛城美里交往的時期，曾說她似乎是企圖「填補那些失去的時光」。
葛城美里在進入NERV之前從事什麼工作，並沒有被特別提到；不過在貞本義行漫畫版中，她最後的工作是參與動物基因實驗，片片就是實驗的產物。葛城美里選擇牠作為寵物，就是要避免牠被人道毀滅。
葛城美里的脖子上總是戴著十字架的飾品，它是葛城博士在送走保護膠囊前戴在她身上的。它在漫畫或動畫中都不是很明顯，不過這個飾品對於葛城美里應該是相當重要的。
根據葛城美里的ID卡記錄，她的身高為163公分（稍微超過5呎4吋），血型則是AO型（不過，ID卡上關於體重與年紀的紀錄則難以辨識出來）。

## 人際關係
葛城美里與碇真嗣有一些類似，雖然她的年紀大約是他的兩倍。她發現碇真嗣對她有安定與廣泛的影響。在漫畫中，當碇真嗣首次試圖逃離NERV時，葛城美里對他坦白說她帶他來這裡不是因為責任感，而是因為她感到寂寞。對她來說，碇真嗣與其它人相處之間的問題很明顯是自己的照鏡，雖然他們各自的心理狀態大部相同，而且似乎深陷在刺蝟兩難（Hedgehog's dilemma）當中。在惣流·明日香·蘭格雷搬進來以後，葛城美里發現自己經常必須擔任明日香與真嗣之間的和事佬。葛城美里與碇真嗣之間也有曖昧的關係存在，雖然這個部份都僅止於暗示。（除了在新世紀福音戰士劇場版：Air/真心為你中，葛城美里給予碇真嗣一個「成人之吻」。然而在當時的情況下，這個吻也可能有多重的涵意）。更明顯的是：葛城美里試圖同時成為碇真嗣的朋友及母親，並且在指揮EVA駕駛員之間取得平衡。在系列故事即將結束時，葛城美里與碇真嗣受到的創傷使他們之間漸行漸遠，導致碇真嗣無法安慰葛城美里的心情，而她也無法安慰真嗣的悲傷（在綾波零死去的隔天）。在這些努力之後，她感到後悔：她在最後都無法成為真嗣的母親。
葛城美里與加持良治在大學時代是一對戀人（在這漫畫及動畫中都有提到），不過後來他們分手，彼此也沒有再見過面，直到葛城美里後來在運送二號機與惣流·明日香·蘭格雷前往日本的聯合國軍艦上，才與他再度重逢。
在他們回到NERV後，葛城美里起初對於加持良治的態度並不好。然而後來他們舊情復燃，葛城美里也承認她離開加持良治是因為他會讓她想起她的父親（然而在漫畫中，她離開加持良治是因為她感覺到：加持良治僅僅是喜歡與她發生性關係，不是真正的愛她）。在加持良治告知她NERV的秘密後，她開始設法得知碇源堂真正的企圖。在加持良治被謀殺之後，葛城美里才明白到她對於他產生真正的感情。然而在這之後，她更加積極去尋求人類補完計畫的真相。
葛城美里與赤木律子在故事開始時就是朋友，赤木律子也是她在大學最早的朋友之一。然而，在葛城美里逐漸了解人類補完計畫的面貌及赤木博士在其中扮演的角色後，她們之間的友誼逐漸消失。她們在EVA戰鬥時也經常發生衝突：葛城美里重視駕駛員的生命；赤木律子卻認為在情況允許時，駕駛員的性命可以被犧牲。

## 個性
在工作時，葛城美里相當專業能幹，與她在家中的私生活完全相反。當碇真嗣搬進葛城美里的住宅時，發現到她的室內相當雜亂。葛城美里不會烹飪，而是以加熱後的速食來充饑（碇真嗣及赤木律子也經常埋怨她準備的混合食物，像拉麵及咖哩）。她也喜歡喝大量的啤酒，而且在每天早上她會喝一杯啤酒來開始一天的作息（到故事後期，她似乎再多喝一杯濃縮咖啡）。她也會吸煙，雖然只有在情緒混亂或性交後才會這樣。
在《新世紀福音戰士》系列故事中，並沒有出現特別強調葛城美里女性溫柔的場景，但是她也很享受別人注意她的時刻。碇真嗣的朋友鈴原冬二及相田劍介都迷戀上葛城美里，中尉日向誠也愛上了她（與鈴原冬二及相田劍介不同，他的感覺是真誠的，並顯露在《新世紀福音戰士劇場版：Air/真心為你》中）。
導演庵野秀明這麼形容葛城美里：「一位二十九歲的女子，輕視自己生命而活著，因此勉強自己允許可能發生的任何人際間的接觸。她靠著控制及逃避表面上的人際關係來保護自己。」
葛城美里在工作時展現的職業精神及在家顯露出的懶散個性之間的反差，她與赤木律子、加持良治之間的關係，及她和碇真嗣之間曖昧的情感，都與她的心理層面相關。葛城美里一方面感激父親拯救自己的生命，另一方面也恨自己的父親：因為他將人生奉獻在工作上，因此而忽略她與母親。葛城美里加入NERV的原因也跟父親的工作有關，葛城美里也承認自己「在加持良治的擁抱中尋求父親的影子」。
在貞本義行漫畫版中，葛城美里有更多衣衫不整的殺必死畫面，她經常為此被碇真嗣吐槽好幾次。
聲優三石琴乃則表示：「TV動畫完成後重聽〈殘酷天使的行動綱領〉，『不能成為女神的我就這樣苟活著』這句歌詞讓我彷彿胸口被刺到一樣難受。這不就是美里的心聲嗎？」

## 角色
就像新世紀福音戰士中很多其他的角色一樣，葛城美里也是以日本第二次世界大戰時的云龙级航舰葛城號來命名的。美里這個名字則是從成田美名子的漫畫作品中的女英雄而來的。
她開著一輛亮藍色的Alpine A310跑車，她是這種特殊型號的愛好者，在她臥室的牆上有著一幅早期Alpine A110的海報。她帶著一把HK USP來防身。
在遊戲《超級機器人大戰系列》中，她迷戀上GUNDAM系列作品中的頂尖駕駛員，這利用了《美少女戰士》中月野兔和地場衛的關係（配音員相同）。同樣因為相同聲優的關係，她與同屬指揮官角色的瑪琉·雷明斯（マリュー・ラミアス、《機動戰士GUNDAM SEED》角色）亦有不少對手戲。